# Čchen Ťün-šeng
Čchen Ťün-šeng (čínsky pchin-jinem Chén Jùnshēng, znaky 陈俊生; 11. května 1927 – 8. srpna 2002) byl čínský komunistický politik, státní poradce (1988–1998), později místopředseda celostátního výboru Čínského lidového politického poradního shromáždění (1998–2002), předtím generální sekretář státní rady (1985–1988) a místopředseda Všečínské federace odborů (1984–1985). V letech 1987–1997 byl členem ústředního výboru KS Číny.

## Život
Čchen Ťün-šeng se narodil 11. května 1927 v okrese Chua-nan v provincii Chej-lung-ťiang). Roku 1946 se zapojil do komunisty organizovaného lidového hnutí a roku 1947 vstoupil do Komunistické strany Číny. Pracoval v okresním výboru KS Číny v rodném Chua-nanu, po roce 1950 působil ve stranickém aparátu okresů Suej-chua, Fu-jü a Kche-šan. V 60. letech pracoval v chejlungťiangském provinčním výboru KS Číny v oddělení propagandy, byl sekretářem prvního tajemníka chejlungťiangského provinčního výboru KS Číny, zástupcem generálního sekretáře výboru. Během kulturní revoluce byl pronásledován.
Od roku 1973 působil jako zástupce ředitele a poté ředitel Úřadu pro výzkum politiky chejlungťiangského provinčního výboru KS Číny, zástupce vedoucího a vedoucí kanceláře provinčního stranického výboru, generální sekretář chejlungťiangského provinčního výboru KS Číny a tajemník výboru KS Číny města Cicikar.
V letech 1981–1984 byl jedním z tajemníků chejlungťiangského provinčního výboru KS Číny. Na počátku 80. let, kdy se ve zbytku Číny zemědělská družstva reformovala zavedením systému odpovědnosti domácností, se stranický šéf Chej-lung-ťiangu Jang I-čen reformě bránil a provincie byla poslední baštou kolektivního zemědělství. Čchen, zastánce reformy, provedl v roce 1982 šetření v prefektuře Nen-ťiang a ve své zprávě dospěl k závěru, že rolníci smlouvy o hospodaření podporují, protože přímo odměňují jejich práci a zabraňují zneužívání ze strany úředníků a rovnostářství. Čchenova práce spolu s šetřením podmínek v jiných provinciích, které provedl jiný úředník, přiměly Janga ke změně postoje. Na zasedání v lednu 1983 byla Čchenova zpráva schválena provinčním výborem strany a propagována jako politické vodítko. O měsíc později přišel Jang o místo šéfa strany v provincii, když byl povýšen na generálního prokurátora Nejvyšší lidové prokuratury.
Kvůli svému prosazování reformy odpovědnosti venkovských domácností byl Čchen Ťün-šeng přeložen do ústředních úřadů v Pekingu. V letech 1984–1985 pracoval jako tajemník a místopředseda Všečínské federace odborů a zástupce ředitele Úřadu pro výzkum politiky venkova při ústředním výboru KS Číny. V letech 1985–1988 vykonával funkci generálního sekretáře státní rady. V listopadu 1987 byl na XIII. sjezdu zvolen členem ústředního výboru (byl znovuzvolen na následujícím sjezdu roku 1992, členem ústředního výboru zůstal do roku 1997). Od dubna 1988 působil jako státní poradce (úřad o stupeň nižší než místopředseda vlády). Státním poradcem byl dvě funkční období vlády, do března 1998, kdy byl zvolen místopředsedou Čínského lidového politického poradního shromáždění. Ve shromáždění působil až do své smrti v roce 2002.
Čchen Ťün-šeng zemřel v Pekingu 8. srpna 2002.